# Legend of the Five Rings (gioco di carte collezionabili)
Legend of the Five Rings (spesso abbreviato in L5R) è un gioco di carte collezionabili pubblicato dalla Alderac Entertainment Group nel 1995. L5R è ambientato nel mondo immaginario de La leggenda dei cinque anelli. I giocatori controllano una delle fazioni dell'impero del Rokugan, in cui diversi clan lottano per il suo dominio.
Il gioco condivide alcune similarità con Magic: l'Adunanza ma possiede meccaniche e temi unici, fornendo condizioni di vittoria "passive", come la vittoria per illuminazione, oltre all'obbiettivo diretto di eliminazione dell'avversario. Una partita può essere molto lunga con scontri che durano ore.
Una caratteristica distintiva del gioco è l'importanza della storia, nuovi racconti che proseguono la storia del Rokugan sono pubblicati su base settimanale, oltre ad essere pubblicati con ogni espansione e in una pubblicazione trimestrale, l'Imperial Herald. Molti di questi racconti riflettono il risultato di tornei, dove i vincitori hanno la possibilità di decidere quale fazione potrà reclamare un particolare premio nella trama del gioco, con conseguenze durature sulle regole ed espansioni future del gioco.
Legend of the Five Rings ha raccolto molti premi nel corso degli anni tra cui diversi Origins Award e il Scrye Players Choice Best CCG Award 2008 per la Samurai Edition.

## Storia editoriale
L'idea iniziale per la creazione di una nuova ambientazione fantasy orientale nacque nel 1994 da una conversazione tra John Zinser e David Seavy della Alderac Entertainment Group riguardo al gioco di ruolo Bushido (1980) non più disponibile per le vicende della sua casa editrice, la Fantasy Games Unlimited. A loro si unì John Wick, sempre della AEG e Ryan Dancey della Isomedia una ditta di distribuzione..
Nel 1995 fu pubblicato il gioco di carte collezionabili, che vinse l'Origins Award 1996 per il miglior gioco di carte premio vinto nuovamente nel 2007 e nel 2013. Nel 1996 fu formata una nuova ditta, la Five Rings Publishing Group, per gestire le proprietà intellettuale dell'ambientazione. Robert Abramowitz era presidente in rappresentanza di un gruppo di investitori, Ryan Dancey era vicepresidente dello sviluppo dei prodotti e John Zinser vicepresidente delle vendite. Alderac e Isomedia vendettero i loro diritti sull'ambientazione alla nuova ditta che a sua volta li rilicenziò indietro alla Alderac. La Alderac continuò a pubblicare il gioco di carte collezionabili.
Nel 1997 Abramowitz e Dancey agirono da intermediatori tra la Wizards of the Coast e la Tactical Studies Rules per l'acquisto di quest'ultima e come parte dell'accordo anche la Five Rings Publishing fu acquistata dalla Wizards of the Coast, di cui divenne una divisione fino al 1998 quando fu dissolta. Lo sviluppo delle regole ed espansioni del gioco di carte collezionabili rimase alla AEG, ma la pubblicazione passò alla Wizards of the Coast, che pubblicò anche un altro gioco di carte collezionabili basato sull'ambientazione Legend of the Burning Sands nel 1998.
Nel 2000 scadde la licenza originaria posseduta dalla AEG e la Wizards of the Coast, su istruzioni della ditta madre, la Hasbro, mise in vendita diverse proprietà intellettuali, tra cui Legends of the Five Rings; nel 2001 la AEG riuscì ad aggiudicarlseli riacquistando la piena proprietà dei diritti. Immediatamente pubblicò Rokugan Oriental Adventures Campaign Setting espandendo il materiale pubblicato dalla Wizards of the Coast e seguendolo con altri due manuali nel 2002 e con diversi supplementi con statistiche doppie per il Roll & Keep e per il d20 System. Nel 2004 fu pubblicato l'ultimo supplemento con statistiche doppie d20 System/Roll & Keep e nel 2005 fu pubblicata una terza edizione del gioco, basata unicamente sul sistema Roll & Keep. Nel 2008 l'ambientazione fu espansa alla regione delle Burning Sands dal tema fantasy arabo con Legend of the Burning Sand.. Nel 2010 fu pubblicata la quarta edizione del gioco di ruolo, supportato da alcuni supplementi, ma comunque il focus principale dell'AEG è sul gioco di carte collezionabili.
La AEG continuò anche la produzione del gioco di carte collezionabili da dove l'aveva lasciata la Wizards of the Coast proseguendo con l'espansione A Perfect Cut nel 2001 e pubblicando un nuovo set base ogni due anni, per esempio alla fine del 2005 fu pubblicata la Lotus Edition con cui iniziò il ciclo di storie dell'Age of Enlightenment ("età dell'illuminazione") e nel 2007 la Samurai Edition che includeva il ciclo di storie del Race for the Throne ("corsa per il trono").

### Cambiamenti nell'aspetto delle carte
Originariamente le carte mostravano un fronte con intricate ornamentazioni, mentre il retro delle carte (verde o nero) mostrava cinque anelli interconnessi e le parole "Legend of the Five Ring". A partire dalla pubblicazione della Pearl Edition nel 1999 il fronte delle carte fu cambiato in un aspetto più pulito che permetteva di inserire un testo più lungo e di focalizzare l'attenzione visuale sull'illustrazione della carta piuttosto che sui suoi bordi.
In seguito a una citazione legale da parte del Comitato Olimpico Internazionale che possiede diritti simili a quelli di trademark negli Stati Uniti d'America su tutti i disegni che mostrano cinque anelli interconnessi, la Wizards of the Coast (all'epoca editrice del gioco) cambiò il retro di tutte le carte a partire dall'espansione The Spirit Wars del 2000. Il nuovo retro mostra cinque simboli circolari non interconessi, ognuno ritraente uno dei cinque elementi del gioco (fuoco, aria, terra, acqua e vuoto). In allegato alla Gold Edition (il primo set base pubblicato con il nuovo dorso) la Alderac Entertainment Group distribuì delle bustine protettive con il retro opaco per nascondere il dorso delle carte, permettendo così di usare carte con il vecchio dorso insieme alle nuove nello stesso mazzo. Comunque il cambiamento del dorso, unito alle modifiche alle regole che furono attuate nello stesso periodo, alienò molti giocatori.
Il fronte delle carte fu ridisegnato una seconda volta nel 2008.

## Modalità di gioco
Legend of the Five Rings può essere giocato con un qualunque numero di giocatori, sebbene il numero più comune sia da due a quattro. Diversamente dalla maggior parte dei giochi di carte collezionabili orientati verso duelli uno contro uno, L5R fu progettato fin dall'inizio per poter essere giocato in più di due giocatori. Ogni giocatore rappresenta una delle fazioni in lotta per il potere.

### Fazioni
Un giocatore deve scegliere una fazione da rappresentare, ognuna ha forze e debolezze diverse e spesso uno o più modi di vincere. In vari momenti della storia del gioco sono state aggiunte e rimosse fazioni, per seguire lo sviluppo della storia, semplificare le regole o le meccaniche di gioco, per introdurre nuovi giocatori o per bilanciare il potere delle carte. All'epoca della Imperial Edition erano incluse sei fazioni (Crab, Crane, Dragon, Lion, Phoenix e Unicorn).
- Crab Clan: I difensori del Rokugan dalle creature delle Shadowlands, questo clan ha un tema tradizionalmente militare.
- Crane Clan: artigiani, cortigiani e duellisti, questo clan normalmente cerca di ottenere una vittoria per onore mediante il riconoscimento dei suoi atti onorevoli.
- Dragon Clan: monaci isolati e misteriosi e mortali duellisti i membri di questo clan spesso parlano per indovinelli e agiscono in modo imprevedibile. Il Dragon Clan è stato un clan in grado di vincere in qualunque modo e di solito è stato uno dei migliori clan per ottenere una vittoria per illuminazione.
- Lion Clan: fermi aderenti al Bushido e guerrieri mortali. Il Lion Clan tende vincere mediante una vittoria militare, e ma è spesso in grado di vincere una vittoria per onore con l'onore vinto sul campo di battaglia.
- Phoenix Clan: onorevoli shugenja (stregoni o maghi) e i loro yojimbo (guardie del corpo) permettono al Phoenix Clan di vincere per onore. Sebbene di natura passiva il Phoenix Clan ha spesso un forte tema militare, che utilizza trucchi e incantesimi per prevalere contro forze individualmente più forti.
- Unicorn Clan: maestri di cavalleria è principalmente un clan militare che usa la cavalleria per aggirare i difensori nemici, permettendo loro di attaccare risorse dietro le linee, così come essere forti nei confronti diretti. L'Unicorn Clan è considerato da molti come degli estranei ma gli è comunque possibile ottenere una vittoria per onore.
- Naga: una razza di antichi uomini serpente i Naga non possono ottenere una vittoria per onore, ma hanno un forte tema militare.
- Scorpion Clan: lo specchio oscuro del Crane Clan, che usa anch'esso il potere delle corti, mentre il Crane Clan cerca di essere più virtuoso dei avversari, lo Scorpion Clan cerca di svergognarli. Possiede anche una forza militare, ma non è diretta come quella del Lion Clan o del Crab Clan, i loro ninja e guerrieri sono più subdoli e usano il potere dei loro cortigiani per rallentare il nemico.
- Toturi's Army: fazione introdotta con l'espansione Anvil of Despair, rappresenta un gruppo di ronin uniti sotto la bandiera di Toturi the Black, il precedente campione del Lion Clan, che era stato forzato ad abbandonare il suo clan. Questo è una fazione giocabile sia per la vittoria militare che per quella per onore. Rimossa dal gioco con l'inizio dell'arco narrativo Four Winds e trasformata nel Monkey Clan, un clan minore.
- Yogo Junzo's Army: Oni mostruosi, goblin, troll e samurai corrotti dalla Shadowland. Sono i seguaci del kami oscuro Fu Len e cercano la distruzione del Rokugan. Successivamente trasformati nella Shadowlands Horde che a sua volta è stata in parte trasformata nello Spider Clan.
- Yoritomo's Alliance: un'alleanza di diversi clan minori, che compare nell'espansione Crimson & Jade. Al termine dell'arco narrativo della Clan War fu concesso al campione dell'alleanza di trasformarla in un grande clan. I quattro clan originali dell'alleanza erano il Mantis Clan, Wasp Clan, Fox Clan e Centipede Clan, così come altri membri di grandi e piccoli clan.
- The Brotherhood of Shinsei: identificata dalla parola chiave monaco, erano una fazione pacificista orientata principalmente verso vittorie per onore o illuminazione, ma in grado di usare potenti magie per difendere l'impero. Introdotti nell'espansione Crimson & Jade non sono più una fazione giocabile dalla fine della Clan Wars, ma compaiono ancora spesso nella narrativa.
- The Ninja (l'oscurità in attesa): erano il male finale teso verso la distruzione di tutto ciò che esiste. Furono infine sconfitti e rimossi al termine del ciclo narrativo dell'Hidden Emperor, comunque molti ninja sono sopravvissuti e ora fanno parte dello Spider Clan.
- Ratling: una fazione giocabile sia nell'arco narrativo dell'Hidden Emperor che in quello dei Four Winds. Non sono più una fazione giocabile, ma molti vagano ancora per il Rokugan.
- Spirits: una fazione esistente nell'ultima espansione del ciclo dell'Hidden Emperor.
- Spider Clan: fondato da Daigotsu, signore oscuro delle Shadowlands, lo Spider Clan è stato elevato allo status di grande clan al termine dell'arco narrativo della Age of Enlightenment

### Prima del gioco
Ogni giocatore deve preparare due mazzi che sono mantenuti separati durante il gioco: un mazzo dinasty ("Dinastia") che consiste di carte dal dorso nero e un mazzo fate ("fato") che consiste di carte dal dorso verde. Nei tornei ogni mazzo deve contenere almeno quaranta carte e questo requisito è diventato uno standard de facto anche nel gioco casuale. Nessun mazzo può contenere più di tre copie della stessa carta e non più di una copia di ogni carta definita unique ("unica"). Oltre a questi mazzi un giocatore deve scegliere una carta Stronghold ("fortezza") per rappresentare la sua fazione e casa ancestrale.
All'inizio del gioco ogni giocatore rivela simultaneamente lo stronghold scelto. L'ordine di gioco viene stabilito dal valore dell'onore stampato sullo stronghold (gioca per primo il giocatore con l'onore maggiore e si prosegue a scendere, i casi di parità vengono risolti con un tiro di dado o il lancio di una moneta). Ognuno pesca le prime quattro carte dal mazzo Dynasty e le piazza di fronte a sé, tra i due mazzi. Queste carte rappresentano le sue "province", le terre controllate dal clan. Infine ogni giocatore pesca sei carte dal mazzo fate e le piazza nella sua mano.
Le due carte principali del gioco sono le personality ("personalità") e le holding ("tenute"). Le personalità rappresentano guerrieri, cortigiani, monaci e creature dell'impero. Praticamente ogni carta personalità ha un nome unico corrispondente a un personaggio nella storia di Legend of the Five Rings. Molti personaggi hanno diverse versioni che ne rappresentano l'evoluzione nel corso della storia. Molte carte richiedono che una carta personalità sia in gioco, inoltre le carte personalità sono necessarie per attaccare o difendersi. Invece le tenute sono usate per produrre oro, che a sua volta viene usato per pagare la messa in gioco di altre carte.

### Sequenza di gioco
All'inizio di ogni turno un giocatore volta a faccia verso l'alto tutte le carte dinastia a faccia in giù nella provincia. Se queste carte sono regions ("regioni", che rappresentano luoghi del Rokugan) o events ("eventi", che rappresentano accadimenti specifici) questi hanno immediatamente effetto, le regioni modificano la provincia in cui sono rivelate e gli eventi hanno un unico effetto globale prima di essere scartati. Ogni volta che una provincia rimane vuota i giocatori prendono la carta in cima al mazzo dinastia e la mettono a faccia in giù nella provincia.
Il giocatore quindi esegue la limited phase ("fase limitata") durante la quale può acquistare una varietà di carte per migliorare le personalità che controlla. Queste carte possono essere items ("oggetti"), followers ("seguaci", che rappresentano truppe e seguaci che possono assistere le personalità), spells ("incantesimi"), ancestors ("antenati", spiriti guida che possono assistere le personalità). Durante la fase limitata i giocatori possono anche usare certe abilità sulle carte in gioco o giocare carte action ("azioni") dalla mano, queste ultime sono scartate quando vengono usate. Altri giocatori possono anche intraprendere azioni in questa fase, ma le loro possibilità sono più limitate.
Il giocatore ha quindi la possibilità di attaccare uno dei suoi avversari. Se decide di farlo l'attaccante e il difensore si alternano assegnando carte personalità all'attacco o alla difesa delle province, cominciando con il giocatore attaccante. Una volta che gli assegnamenti sono terminati vengono giocate le battaglie per ogni provincia con i giocatori che usano le abilità sulle carte che controllano o che hanno nella mano fino a che entrambi i giocatori passano. Le battaglie sono quindi risolte, la fazione con il totale di forza maggiore in una data provincia è vittoriosa. Tutte le carte della fazione perdente sono distrutte, se il giocatore in difesa perde potrebbe essere distrutta anche la provincia. Le carte provincia distrutte non possono contenere carte dinastia.
Una volta giocate le eventuali battaglie il giocatore passa alla fase dinastia, durante la quale può acquistare carte personalità o tenuta che siano a faccia verso l'alto nella sua provincia. Le abilità delle tenute appena acquistate non possono in genere essere usate fino all'inizio del turno successivo del loro controllore, mentre quelle delle personalità possono essere usate immediatamente. Una volta che un giocatore termina la fase dinastia, pesca una carta e passa il gioco.

### Vittoria e sconfitta
Si può vincere o perdere in diversi modi.
Un giocatore può vincere il gioco se riesce a raggiungere un punteggio di onore (che rappresenta l'opinione pubblica del suo clan) superiore a 40, nel qual caso ottiene una vittoria per onore all'inizio del suo turno successivo. Può anche vincere se riesce a mettere in gioco tutte e cinque le carte elemental ring ("anello elementale") che rappresentano la padronanza filosofica sull'universo, questa vittoria viene detta "per illuminazione".
Un'altra maniera per vincere è semplicemente di eliminare tutti i giocatori avversari dal gioco. Questo si può fare in due maniere, la prima è di distruggere tutte le sue province, vincere in questo modo viene definito una vittoria militare, mentre la seconda si ottiene riducendo il suo punteggio di onore al di sotto di -19, nel qual caso è definita "vittoria per disonore". Prima della Samurai Edition (2007) la vittoria ottenuta eliminando un altro giocatore era sempre detta "vittoria militare", indipendentemente da come fosse stata ottenuta.
Inoltre diverse carte offrono percorsi per la vittoria o la sconfitta unici e certe fazioni sono immuni a vincere o perdere il gioco in alcune maniere.

## Edizioni
Il gioco di carte collezionabili Legend of the Five Rings è stato sempre prodotto e pubblicato dalla Alderac Entertainment Group, eccetto che per il periodo 1998-2000 durante il quale fu pubblicato dalla Wizards of the Coast, pur essendo comunque prodotto dalla AEG.
La storia del gioco è divisa in archi narrativi. L'inizio di ogni nuovo narrativo ridefinisce le carte che possono essere usate nei tornei e generalmente parte con la pubblicazione di un nuovo set base di 300 o più carte, per lo più ristampe di carte di edizioni precedenti con qualche nuova carta, seguito dalla pubblicazione di espansioni composte da nuove carte. Normalmente le carte sono vendute in starter deck ("mazzi iniziali") composti da 60-90 carte con una distribuzione semicasuale e in booster pack ("bustine di espansione") che hanno un numero minore (dalle 11 alle 15) di carte casuali. I mazzi iniziali sono incentrati su una singola fazione e includono nuove carte con rarità fissa e una carta fortezza di quella fazione e sono pensati per essere mazzi giocabili.
Oltre a mazzi iniziali e bustine d'espansione sono stati anche pubblicati occasionalmente set di apprendimento formati da due mazzi prefissati, un manuale di gioco esteso per nuovi giocatori e dei set prefissati venduti direttamente ai giocatori dalla AEG.
A partire dal secondo arco narrativo con il set base Jade Edtion le carte sono distinte da un bug ("pulce"), un marchio circolare con un kanji che approssima il nome dell'edizione) nell'angolo inferiore del fronte della carta. Le carte utilizzabili nella maggior parte dei tornei ufficiali sono quelle con il bug corrente (o una versione della stessa carta di un arco narrativo precedente)
Originariamente i set erano differenziati dal colore dei bordi del fronte delle carte. A partire dalla Gold Edition sul bordo inferiore di ogni carta è elencato il codice di espansione, numero della carta e simbolo della rarità. I simboli della rarità sono cerchio per comune, rombo per poco comune, stella per rare, triangolo per carta promozionale, rombo vuoto per carta "premium" (carte bonus trovate nelle bustine dell'espansione Emperor Edition) e stella con un cerchio per le carte fisse (cioè carte di mazzi di introduzione non inserite casualmente).

### Clan Wars
The Clan War (Imperial Edition) è il primo arco narrativo, pubblicato dalla AEG e dalla Wizards of the Coast, avrebbe dovuto terminare con l'espansione Time of the Void (e con esso anche il gioco nel suo complesso), ma a causa della sua popolarità fu esteso e terminò con la pubblicazione delle tre espansioni Scorpion Clan Coup
| Edizione                     | Data di pubblicazione | Fazioni presenti                            | Numero di carte | Bordo                            | Note |
| ---------------------------- | --------------------- | ------------------------------------------- | --------------- | -------------------------------- | --- |
| Pre-Imperial                 | agosto 1995           | -                                           | 84              | Linea rosso-arancio ininterrotta | Le carte furono rese disponibili alla GenCon prima della pubblicazione commerciale |
| Imperial Edition             | ottobre 1995          | Crab, Crane, Dragon, Lion, Phoenix, Unicorn | 303             | Linea rosso-gialla ininterrotta  | Primo set base. Include una carta Ancestral Sword ("spada ancestrale") per ogni clan - queste sono carte molto potenti che aumentano la forza delle carte personalità in proporzione al numero di carte personalità del clan appropriato possedute. |
| Shadowlands                  | maggio 1996           | Naga, Scorpion                              | 155             | Ghirigori viola e verde          | Fazione incentrata sulle Shadowlands, con carte dedicate ai mostri avversari dell'Impero del Rokugan. Introduce la fazione dei naga (uomini serpente in lotta contro le creature della Shadowlands) e lo Scorpion Clan (entrambi non possono vincere per onore e gli Scorpion non perdono se il loro onore scende a -20 o meno) |
| Forbidden Knowledge          | agosto 1996           | -                                           | 150             | Ghirigori color ruggine          | Introduce le carte region ("regione") che vengono giocate su una provincia a cui danno un effetto minore. Porta avanti la trama delle Shadowlands contro l'Impero e la profezia della resurrezione di Fu Leng, introduce molte carte black scroll ("pergamene nere", incantesimi che hanno potenti effetti in gioco, ma con un alto prezzo da pagare per chi le gioca) |
| Emerald Edition              | agosto 1996           | Come nell'Imperial edition                  | 312             | Nero marmo                       | Secondo set base set. Le Ancestral Sword sono rimpiazzate da Ancestral Armor ("armature ancestrali", che pur potenti sono considerate inferiori alle spade). Diecimila mazzi furono dati in omaggio a scopo promozionale alla GenCon 1996 |
| Battle of Beiden Pass        | novembre 1996         | Crab, Dragon                                | 160             | Nero ossidiana                   | Set per imparare a giocare contenente due mazzi (Clan Crab contro Crab Lion) sono preordinati in modo da poter seguire una guida passo-passo nella prima partita |
| Anvil of Despair             | dicembre 1996         | Shadowlands, Toturi's Army                  | 150             | Ghirigori blu acciaio            | I clan si trovano ad essere al servizio di un imperatore posseduto dall'anima di Fu Leng, risorto dopo la rottura del sigillo sull'undicesima pergamena nera. Introduce due nuove fazioni Toturi's Army, formato da guerrieri non appartenenti o espulsi dagli altri clan (ignora requisiti di onore per mettere in gioco personalità non allineate o appartenenti al Toturi's Army, ma non può avere più di due carte Shadowland nel mazzo e una rappresentante le Shadowland (ignora l'onore ma può giocare gratuitamente le creature delle Shadowland) |
| Crimson & Jade               | aprile 1997           | Brotherhood, Yoritomo's Alliance            | 161             | Green                            | Introduce le carte fato Kiho (un misto di azione/incantesimo che generalmente non costa oro e che è utilizzabile una sola volta, in genere riproducono l'effetto di incantesimi usabili solo da monaci e shugenja). Per impedire che un'antica profezia si avveri Yoko Junzo (una personalità delle Shadowland) attacca i templi dei monaci Shinsei. Introduce le fazioni della Brotherhood of Shinsei ("fratellanza di Shinsei") rappresentante i monaci e la Yoritomo Aliance |
| Obsidian Edition             | giugno 1997           | Come l'Imperial Edition                     | 312             | Marrone marmorizzato             | Terzo set base ad essere pubblicato. Include una carta Ancestral Standards ("stendardo ancestrale") per ogni clan, al posto di "ancestral armor". I stronghold sono rappresentati per la prima volta da carte, invece che dal retro della scatola del mazzo. |
| Time of the Void             | agosto 1997           | Crab, Phoenix                               | 229             | Marrone con venature bianche     | Si avverano le profezie di Uikku e i sette Thunder ("tuoni"), le personalità che nel passato avevano imprigionato Fu Leng risorgono per combatterlo nuovamente. Il settimo tuono è Toturi, il leader della fazione Toturi's Army. Personalità dei clan Crab e Phoenix defezionano a favore delle Shadowlands. |
| Scorpion Clan Coup, Scroll 1 | novembre 1997         | Scorpion                                    | 53              | Nere con venature rosse          | "Prequel" alla clan war saga, racconta della scoperta delle profezie di Uikku da parte dello Scorpion Clan e del suo tentativo di annullarle impadronendosi del trono imperiale. Compaiono versioni meno potenti (inesperte) delle personalità delle Clan War. Lo Scorpion Clan ha un nuovo Stronghold che rappresenta la fiducia che in lui ripone l'imperatore. Pubblicato come parte della campagna Rolling Thunder non contiene carte rare. Introduce una nuova condizione di vittoria The 38th Hantei Falls ("la caduta del 38th [imperatore] Hantei"), realizzabile giocando i quattro muri di Otosan Uchi (carte fortificazioni uniche), realizzabile però solo a partire dall'espansione successiva che contiene due dei quattro muri necessari. |
| Scorpion Clan Coup, Scroll 2 | gennaio 1998          | -                                           | 50              | "                                | Il daimyo dello Scorpion Clan, Bayushi Shoju si è impossessato del trono, ma i clan rimanenti sono in rivolta contro l'usurpatore |
| Scorpion Clan Coup, Scroll 3 | febbraio 1998         | Lion                                        | 52              | "                                | Il Crab Clan che era rimasto neutrale alla lotta raggiunge la capitale e attacca lo Scorpion Clan, riprendendo il trono e insediando Toturi come 39º imperatore Hantei. Sarà però lui che soddisferà le profezie di Uikku e libererà Fu Leng. |
| Carte promozionali           | Varie                 | -                                           | 28              | Onde dorate                      | |

### Hidden Emperor
Simbolo: 
A partire dalla Jade Edition del set base, un nuovo formato per i tornei, definendo le carte ammesse nei mazzi. Ci sono due tipi di tornei "strict jade" (solo carte con il simbolo dell'edizione jade) o "estended jade" (qualunque carta azione, oggetto, seguace, kiho e regione è legale, tutte le altre devono avere il simbolo dell'edizione jade). Il set base contiene tutte e dodici le fazioni giocabili al termine della Clan War, ai quali vengono successivamente aggiunti i Ninja (nell'espansione Dark Journey Home), i Ratlings (in Heroes of Rokugan) e gli Spirits (in The Spirit Wars).
Le sei espansioni della serie Hidden Emperor furono pubblicate una al mese a partire dal giugno 1998, come parte dell'esperimento "Rolling Thunder" da parte della Wizards of the Coast. Questo consisteva nel pubblicare piccole espansioni con una periodicità più ravvicinata e priva di carte rare, in modo da facilitare i giocatori. La novità però non fu bene accolta e l'esperimento non fu ripetuto..
| Edizione                                  | Data di pubblicazione | Fazioni presenti | Numero di carte | Bordo                        | Note |
| ----------------------------------------- | --------------------- | --- | --------------- | ---------------------------- | --- |
| Jade Edition                              | maggio 1998           | Brotherhood, Crab, Crane, Dragon, Lion, Naga, Phoenix, Scorpion, Shadowlands, Toturi's Army, Unicorn, Yoritomo's Alliance | 330             | Green waves                  | Quarto set base. Include "Clan Charter" per ogni clan (fortezze economiche da giocare, ma che possono essere usate per pagare la messa in gioco solo di carte dello specifico clan). |
| The Hidden Emperor, Episode 1             | giugno 1998           | Naga | 52              | Legno venato                 | Il nuovo imperatore scompare dopo due anni di regno, i Naga rompono l'alleanza con il Crab Clan e attaccano il Dragon Clan. |
| The Hidden Emperor, Episode 2             | luglio 1998           | Dragon | 52              | Legno venato                 | Per due mesi dopo la scomparsa dell'imperatore il cancelliere Takuan riesce a mantenere unito l'impero, ma i clan tramano per impossessarsi del trono. Gli attacchi dei Naga contro il Dragon Clan continuano |
| The Hidden Emperor, Episode 3             | agosto 1998           | Monk | 52              | Legno venato                 | Quattro mesi dopo la scomparsa dell'imperatore le ostilità tra i clan continuano ad aumentare anche se non generalmente non sono ancora scoppiate in guerre aperte. L'interessarsi da parte dei monaci Shinsei negli affari secolari viene riflesso in una nuova fortezza The House of Tao. |
| The Hidden Emperor, Episode 4             | settembre 1998        | Unicorn | 52              | Legno venato                 | Un anno dopo la scomparsa dell'imperatore il Rokugan è dilaniato dalla guerra, il cancelliere mantiene ancora la corte imperiale ma è sempre più vicino al collasso. Il Lion Clan marcia contro il Crab Clan. Il Mantis Clan è in guerra contro il Crab Clan. L'Unicorn Clan ha assunto funzioni di polizia nell'impero e uccide chiunque gli paia un traditore.                                  |
| The Hidden Emperor, Episode 5             | ottobre 1998          | Mantis | 52              | Legno venato                 | Nel caos della guerra emerge un nuovo campione del Dragon Clan che cerca di proporre la pace alle altre fazioni, mentre il Clan Mantis tenta di impadronirsi del trono. |
| The Hidden Emperor, Episode 6             | novembre 1998         | Crane | 52              | Legno venato                 | Introduce le carte Ancestor ("antenato"). Il Crane Clan è sull'orlo della divisione, in parte si è all'alleato all'Unicorn Clan nel tentativo di riprendere il Beiden Pass a Yoritomo, capo del Mantis Clan, in parte marcia verso nord per impedire che forze del Mantis Clan si alleino all'esercito del Lion Clan.                                                                             |
| The Hidden Emperor: The Dark Journey Home | febbraio 1999         | Ninja, Phoenix, Toturi's Army                                                                                             | 154             | Legno venato                 | Con l'inverno arriva la notizia del ritorno dell'imperatore, il Mantis Clan sconfitto sta tentando di impossessarsi delle terre abbandonate del Phoenix Clan. La divisione del Crane Clan continua. I ninja che già comparivano nei mazzi precedenti diventano una fazione giocabile. |
| Pearl Edition                             | maggio 1999           | Come la Jade Edition | 364             | Onde porpora                 | Quinto set base. Viene rivisto il layout del fronte delle carte. Le armi di famiglia come The Isawa Naginata o The Otaku Nageyari sono sostituite dai Clan Charter. Nonostante il ritorno dell'imperatore sul trono questo agisce in modo strano e i suoi ordini fomentano le divisioni nell'impero.                                                                                              |
| Siege of Sleeping Mountain                | maggio 1999           | Brotherhood & Dragon, Naga & Toturi's Army                                                                                | 64              | Ovali rosso-verdi            | Set di apprendimento del gioco composto da una coppia di mazzi predefiniti, con regole semplificate rispetto al gioco normale. Pubblicato in due versioni Dragon Clan contro Naga e Monaci contro Toturi's Army. |
| Honor Bound                               | giugno 1999           | Crab, Scorpion, Shadowlands                                                                                               | 173             | Pallini rossi                | Introduce le carte sensei. La divisione all'interno dell'impero continuano, le Shadowland tentano di invaderlo attaccando gli eserciti del Lion e del Crab Clan. Il Crane Clan è in preda alla guerra civile. Viene introdotta una nuova condizione di vittoria, se un giocatore ha i gioco un oracolo per ogni elemento alla risoluzione di un evento vince all'inizio del suo turno successivo. |
| Ambition's Debt                           | novembre 1999         | Lion, Naga, Shadowlands                                                                                                   | 180             | Pallini blu scuro            | Il trono imperiale è assediato da un'alleanza dei clan, mentre l'imperatore è una pedina dei ninja. Viene introdotta una nuova condizione di vittoria, la Death of Onnotangu, un giocatore può vincere se attacca a una qualunque versione di Mirumoto Hitomi le carte The Obsidian Hand, Lord Moon's Blood e Lord Moons's Bones.                                                                 |
| Fire & Shadow                             | marzo 2000            | Brotherhood, Dragon, Yoritomo's Alliance                                                                                  | 186             | Onde oliva                   | L'imperatore è morente e i clan sono in lotta per il suo possesso, nel frattempo gli elementi impazziscono e i morti risorgono in sempre più grande numero. |
| Top Deck Booster                          | marzo 2000            | - | 20              | Nero                         | Carte demo in versione semplificata pubblicate abbinate alla rivista Top Deck Magazine. |
| Heroes of Rokugan                         | maggio 2000           | - | 27              | Sfere dorate                 | Primo set ad essere venduto direttamente ai giocatori. |
| Soul of the Empire                        | giugno 2000           | Crane, Toturi's Army, Unicorn                                                                                             | 200             | Spirali verde scuro          | Gli eserciti dei Clan marciano contro la città ombra di Volturnum per sigillare i cancelli della terra dei morti. Gli spiriti di eroi morti si uniscono alla lotta, tra cui anche quello di Toturi che la morte ha purificato dalla corruzione delle shadowlands. Include carte segnalino con dorsi rossi per marcare l'ottenimento di seguaci da vari poteri.                                    |
| Storms Over Matsu Palace                  | giugno 2000           | Lion, Unicorn | 55              | Rosso-porpora                | Set di apprendimento del gioco, Lion Clan contro Unicorn Clan. Sono presenti però diversi errori nelle regole |
| The War of Spirits                        | novembre 2000         | Lion, Phoenix, Spirit | 197             | Spesse linee diagonali rosse | Pubblicato inizialmente come Spirit Wars ma rinominato per via di una causa di copyright. Primo mazzo con il nuovo dorso. |
| Promotional Cards                         | Varie                 | - | 51              | Golden lines on black        | |

### Four Winds
Simbolo: 
Con la pubblicazione del nuovo set base (Gold Edition), ambientato 30 anni dopo la guerra degli spiriti, la AEG ridusse il numero di fazioni nel gioco da 14 a 8, rimuovendo Brotherhood, Naga, Ninja, Spirit, Toturi's Army e Yoritomo's Alliance. I Ratling rimasero ma furono poco supportati Tutti i set in questo arco narrativo includono casualmente versioni foil di carte rare. Successivamente la Yoritomo's Alliance fu reintrodotta come il nuovo Mantis Clan.
Con il nuovo set e il riavvio della storia di trent'anni nel futuro la Alderac intervenne sulle meccaniche di gioco per renderlo più lento e rendere più efficienti diverse strategie di gioco.
| Edizione                | Data di pubblicazione | Fazioni presenti                                                   | Numero di carte | Code     | Note |
| ----------------------- | --------------------- | ------------------------------------------------------------------ | --------------- | -------- | --- |
| Gold Edition            | giugno 2001           | Crab, Crane, Dragon, Lion, Phoenix, Scorpion, Shadowlands, Unicorn | 541             | GE       | Sesto set base. I quattro figli dell'imperatore sono in lotta per il trono, per riflettere questo fatto il vecchio favore imperiale venne diviso in quattro carte separate ognuna rappresentante uno dei pretendenti al trono. Questo ridusse il potere della carta ma la rese una strategia per la vittoria più facilmente perseguibile. |
| A Perfect Cut           | settembre 2001        | Crab, Crane, Scorpion                                              | 155             | APC      | Introduce il concetto del Yu, associato in genere a personalità del Clan Crab cher permette di causare perdite all'esercito avversario anche se quando vincente. |
| An Oni's Fury           | dicembre 2001         | Dragon, Shadowlands, Unicorn                                       | 156             | AOF      | Un nuovo leader, Daigotsu, delle Shadowland progetta di distruggere l'impero dall'interno e riesce a conquistare la maggior parte del Kaiu Wall |
| Dark Allies             | aprile 2002           | Lion, Mantis, Phoenix                                              | 161             | DA       | L'Unicorn e il Phoenix clan si alleano, mentre il Crab Clan riceve un'offerta di parlamentare da Daigotsu |
| The L5R Experience      | giugno 2002           | Crane, Scorpion                                                    | 62              | L5R EXP. | Set di gioco per imparare a giocare gratuito. |
| Broken Blades           | agosto 2002           | Crab, Scorpion, Unicorn                                            | 156             | BB       | Akodo Katena, uno dei quattro pretendenti al trono si dichiara shogun e lo scontro tra le fazioni imperiali arriva al culmine. Il Crab Clan lancia un assalto per recuperare il Kaiu Wall che riesce, ma nel frattempo Daigotsu ha lanciato un attacco alla capitale imperiale                                                            |
| 1,000 Years of Darkness | settembre 2002        | -                                                                  | 94              | KYD      | Set venduto direttamente ai giocatori. Un set al di ruori della continuità normale che esplora uno scenario ipotetico sul cosa sarebbe successo se Fu Leng avesse vinto al termine del primo arco narrativo. |
| The Fall of Otosan Uchi | dicembre 2002         | Crane, Dragon, Mantis                                              | 156             | FOU      | L'assalto alla capitale imperiale delle orde della Shadowland. |
| Heaven & Earth          | aprile 2003           | Lion, Phoenix, Shadowlands                                         | 157             | H&E      | Le carte hanno anche il simbolo del successivo arco narrativo. |
| Winds of Change         | agosto 2003           | Crab, Mantis, Ratling                                              | 155             | WOC      | Le carte hanno anche il simbolo del successivo arco narrativo. |
| Promotional Cards       | Varie                 | -                                                                  | 100             | Varie    | |

### Rain of Blood
Simbolo: 
Questo arco narrativo iniziò con la pubblicazione della Diamon Edition (ottobre 2003). Vi compaiono tutte le fazioni dell'arco narrativo dei Four Winds (inclusi i Ratling) tutte completamente supportate. Il set promozionale fu Dawn of the Empire, che descrive gli eventi della fondazione dell'Impero del Rokugan.
| Edizione             | Data di pubblicazione | Fazioni presenti                                                                    | Numero di carte | Code  | Note                                                           |
| -------------------- | --------------------- | ----------------------------------------------------------------------------------- | --------------- | ----- | -------------------------------------------------------------- |
| Diamond Edition      | ottobre 2003          | Crab, Crane, Dragon, Lion, Mantis, Phoenix, Ratling, Scorpion, Shadowlands, Unicorn | 487             | DE    | Settimo set base. Include una Celestial Sword per ogni clan    |
| Training Grounds     | novembre 2003         | Lion, Shadowlands                                                                   | 95              | TG    | Set per imparare a giocare.                                    |
| Reign of Blood       | dicembre 2003         | Dragon, Phoenix, Unicorn                                                            | 157             | RoB   |                                                                |
| The Hidden City      | aprile 2004           | Crab, Lion, Ratling                                                                 | 156             | HC    |                                                                |
| Wrath of the Emperor | agosto 2004           | Crane, Scorpion, Shadowlands                                                        | 156             | WOE   |                                                                |
| Dawn of the Empire   | novembre 2004         | -                                                                                   | 108             | DOTE  | Set venduto direttamente ai giocatori.                         |
| Web of Lies          | dicembre 2004         | Mantis, Phoenix, Unicorn                                                            | 156             | WOL   |                                                                |
| Enemy of My Enemy    | aprile 2005           | Crab, Dragon, Ratling                                                               | 156             | EOME  | Le carte hanno anche il simbolo del successivo arco narrativo. |
| Code of Bushido      | agosto 2005           | Crane, Lion, Scorpion                                                               | 156             | COB   | Le carte hanno anche il simbolo del successivo arco narrativo. |
| Promotional Cards    | Varie                 | -                                                                                   | 126             | Varie |                                                                |

### Age of Enlightenment
Simbolo: 
Il set base di questo arco narrativo fu Age of Enlightenment (ottobre 2005). Con questa edizione furono cambiati diversi concetti chiave del gioco e introdotta al termine la fazione dello Spider Clan con l'espansione The Truest Test. Il set promozionale Test of Enlightenment a differenza dei precedenti era dedicato a eventi correnti, essendo incentrato sui risultati dalla stagione 2006.
| Edizione              | Data di pubblicazione | Fazioni presenti                                                                    | Numero di carte | Code  | Note |
| --------------------- | --------------------- | ----------------------------------------------------------------------------------- | --------------- | ----- | --- |
| Lotus Edition         | ottobre 2005          | Crab, Crane, Dragon, Lion, Mantis, Phoenix, Ratling, Scorpion, Shadowlands, Unicorn | 500             | LE    | Ottavo set base. Include una Clan Sword per ciascun clan. Tutte le carte del mazzo iniziale del Clan Crane erano in foils per commemorare la vittoria al GenCon 2005. |
| Path of Hope          | gennaio 2006          | Crab, Crane, Shadowlands                                                            | 156             | POH   | |
| Drums of War          | maggio 2006           | Dragon, Lion, Unicorn                                                               | 156             | DOW   | |
| Training Grounds 2    | luglio 2006           | Crane, Dragon                                                                       | 112             | TG2   | Set di introduzione al gioco |
| Test of Enlightenment | luglio 2006           | None                                                                                | 124             | TOW   | Direct to player set. |
| Rise of the Shogun    | settembre 2006        | Mantis, Phoenix, Scorpion                                                           | 156             | ROS   | |
| Khan's Defiance       | gennaio 2007          | Crab, Crane, Ratling                                                                | 156             | KD    | Le carte hanno anche il simbolo del successivo arco narrativo. |
| Tomorrow              | marzo 2007            | Ratling                                                                             | 55              | T     | Le carte hanno anche il simbolo del successivo arco narrativo. Set completamente in foil incluso il 2006 World Championship deck e 21 nuove carte.                    |
| The Truest Test       | maggio 2007           | Dragon, Spider, Unicorn                                                             | 156             | TTT   | Le carte hanno anche il simbolo del successivo arco narrativo. |
| Promotional Cards     | Varie                 | -                                                                                   |                 | Varie | |

### Race for the Throne
Simbolo: 
Questo arco narrativo inizia con la pubblicazione del set base Samurai Edition (luglio 2007). Furono rimosse le fazioni dei Ratlings e delle Shadowlands, queste ultime rimpiazzate dal nuovo Spider Clan. Il set promozionale fu The Emerald and Jade Champions, dedicato ai risultati del torneo 2007 World Championship.
| Edizione                                   | Data di pubblicazione | Fazioni presenti                                                      | Numero di carte | Code    | Note                                                           |
| ------------------------------------------ | --------------------- | --------------------------------------------------------------------- | --------------- | ------- | -------------------------------------------------------------- |
| Samurai Edition                            | luglio 2007           | Crab, Crane, Dragon, Lion, Mantis, Phoenix, Scorpion, Spider, Unicorn | 412             | Samurai |                                                                |
| Stronger than Steel                        | ottobre 2007          | Lion, Mantis, Phoenix                                                 | 157             | STS     |                                                                |
| Test of the Emerald and Jade Championships | dicembre 2007         |                                                                       | 52              | E&JC    |                                                                |
| Honor's Veil                               | febbraio 2008         | Crane, Dragon, Scorpion                                               | 156             | HV      |                                                                |
| Words and Deeds                            | maggio 2008           | Crab, Spider, Unicorn                                                 | 166             | W&D     |                                                                |
| Samurai Edition Banzai                     |                       | Crab, Crane, Dragon, Lion, Mantis, Phoenix, Scorpion, Spider, Unicorn |                 |         |                                                                |
| The Heaven's Will                          | ottobre 2008          | Dragon, Lion, Mantis                                                  | 166             | THW     |                                                                |
| Glory of the Empire                        | gennaio 2009          | Crab, Crane, Phoenix                                                  | 166             | GotE    | Le carte hanno anche il simbolo del successivo arco narrativo. |
| Promotional Cards                          | Varie                 | -                                                                     |                 | Varie   |                                                                |

### The Destroyer War
Simbolo: 
Questo arco narrativo iniziò con la pubblicazione della Celestial Edition (giugno 2009). La storia inizia con gli eventi che seguono la storia del torneo The War of Dark Fire.
| Edizione               | Data di pubblicazione | Fazioni presenti                                                      | Numero di carte | Code      | Note                                                           |
| ---------------------- | --------------------- | --------------------------------------------------------------------- | --------------- | --------- | -------------------------------------------------------------- |
| Celestial Edition      | giugno 2009           | Crab, Crane, Dragon, Lion, Mantis, Phoenix, Scorpion, Spider, Unicorn | 395             | Celestial |                                                                |
| Imperial Gift II       | agosto 2009           | None                                                                  | 82              | IG 2      | Free Expansion                                                 |
| Path of the Destroyer  | agosto 2009           | Scorpion, Spider, Unicorn                                             | 166             | PotD      | Introduce il nuovo tipo di carta Celestial ("celestiale")      |
| The Harbinger          | gennaio 2010          | Dragon, Mantis, Phoenix                                               | 176             | TH        |                                                                |
| Celestial Edition 15   | marzo 2010            | Crab, Crane, Dragon, Lion, Mantis, Phoenix, Scorpion, Spider, Unicorn | 154             | CE 15     |                                                                |
| The Plague War         | maggio 2010           | Crab, Crane, Lion                                                     | 176             | TPW       |                                                                |
| Battle of Kyuden Tonbo | settembre 2010        | Dragon, Lion                                                          | 91              | BoKT      | Set di introduzione al gioco                                   |
| Empire at War          | settembre 2010        | Dragon, Scorpion, Unicorn                                             | 176             | EAW       |                                                                |
| The Dead of Winter     | gennaio 2011          | Crane, Mantis, Spider                                                 | 164             | TDoW      |                                                                |
| Before the Dawn        | maggio 2011           | Crab, Lion, Phoenix                                                   | 156             | BtD       | Le carte hanno anche il simbolo del successivo arco narrativo. |
| Forgotten Legacy       | luglio 2011           | None                                                                  | 90              | FL        | Le carte hanno anche il simbolo del successivo arco narrativo. |
| Second City            | settembre 2011        | Dragon, Mantis, Scorpion                                              | 156             | SC        | Le carte hanno anche il simbolo del successivo arco narrativo. |
| Promotional Cards      | Varie                 | -                                                                     |                 | Varie     |                                                                |

### Age of Conquest
Simbolo: 
Originariamente programmato per la pubblicazione nel novembre 2011, fu ritardato fino al febbraio 2012.
| Edizione                  | Data di pubblicazione | Fazioni presenti                                                      | Numero di carte | Code        | Note |
| ------------------------- | --------------------- | --------------------------------------------------------------------- | --------------- | ----------- | --- |
| Emperor Edition           | febbraio 2012         | Crab, Crane, Dragon, Lion, Mantis, Phoenix, Scorpion, Spider, Unicorn | 428             | EE          | |
| Embers of War             | maggio 2012           | Lion, Spider, Unicorn                                                 | 159             | EoW         | |
| The Shadow's Embrace      | luglio 2012           | Crab, Crane, Phoenix                                                  | 159             | TSE         | Factory Set |
| Seeds of Decay            | ottobre 2012          | Dragon, Mantis, Scorpion                                              | 159             | SoD         | |
| Honor and Treachery       | dicembre 2012         | Phoenix, Scorpion                                                     | 84              | HaT         | Set di introduzione al gioco                                                                                             |
| Emperor Edition: Gempukku | gennaio 2013          | Crab, Crane, Dragon, Lion, Mantis, Phoenix, Scorpion, Spider, Unicorn | 18              | EE Gempukku | Includes cards from BtD, SC, EE, EoW, SoD                                                                                |
| Torn Asunder              | febbraio 2013         | None                                                                  | 150             | TA          | |
| Coils of Madness          | maggio 2013           | None                                                                  | 147             | CoM         | Introduce un nuovo simbolo per l'arco narrativo corrente e le carte hanno anche il simbolo del successivo arco narrativo |
| Gates of Chaos            | settembre 2013        | None                                                                  | 150             | GoC         | Le carte hanno anche il simbolo del successivo arco narrativo.                                                           |
|                           | -                     |                                                                       |                 |             | |
| Promotional Cards         | Varie                 | -                                                                     |                 | Varie       | |